# تپه پیلگریم
تپهٔ پیلگریم (به انگلیسی: Pilgrim Hill)، فیلمی است که در سال ۲۰۱۳ به کارگردانی، نویسندگی و تهیه‌کنندگی جرارد بارت ساخته شد و جایزهٔ ستارهٔ در حال طلوع دهمین جشنوارهٔ جوایز فیلم و تلویزیون ایرلند را از آن خود کرد.

## داستان
این فیلم، زندگی یک کشاورز دامدار ایرلندی را به نمایش درآورده که به تنهایی در مزرعه‌اش زندگی می‌کند و از پدر ازکاراُفتاده‌اش در اتاقی در خانه نگهداری می‌کند. او گله‌ای گاو دارد که یکی از اصلی‌ترین منابع درآمد او هستند که در میانه‌های فیلم متوجه می‌شود به بیماری سل مبتلا شده‌اند و ماموران کشاورزی ایرلند آنها با خود می‌برند.